# Психолог

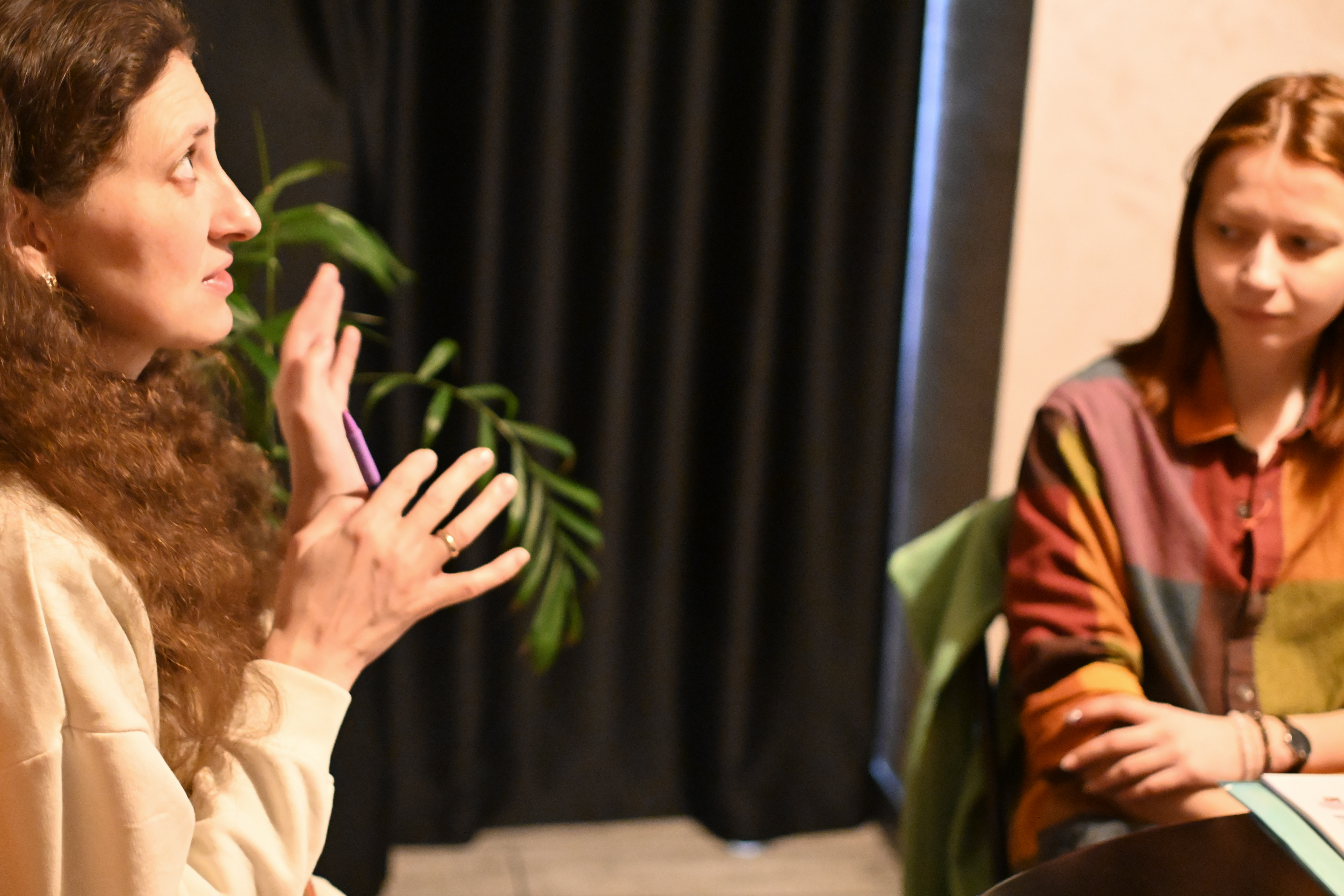
Психологиня вислуховує клієнта на груповій сесії

Психолог (др.-греч. ψυχή — душа; λόγος — знання) — це фахівець, який оцінює, діагностує і вивчає поведінку і розумові процеси (див. психологія). Деякі психологи, такі як клінічні та психологи-консультанти, піклуються про психічне здоров'я, соціальні або організаційні психологи проводять дослідження та надають психологічну допомогу.
Спеціаліст — тобто людина, що має завершену вищу психологічну освіту або пройшла перепідготовку на базі вищої освіти за спеціальністю «Психологія». За напрямом підготовки «Психологія» можуть бути такі кваліфікації: «бакалавр», «спеціаліст», «магістр».[джерело не вказане 2272 дні]
Спеціаліст — тобто людина, що має завершену вищу психологічну освіту або пройшла перепідготовку на базі вищої освіти за спеціальністю «Психологія». За напрямом підготовки «Психологія» можуть бути такі кваліфікації: «бакалавр», «спеціаліст», «магістр».[джерело не вказане 2272 дні]
Психічні явища містять психічні процеси, властивості та стани особистості.
Області людської діяльності: система охорони здоров'я, освіти, сфера професійної діяльності, бізнесу, спорту, мистецтва, а також система соціальної допомоги та підтримки та інше.

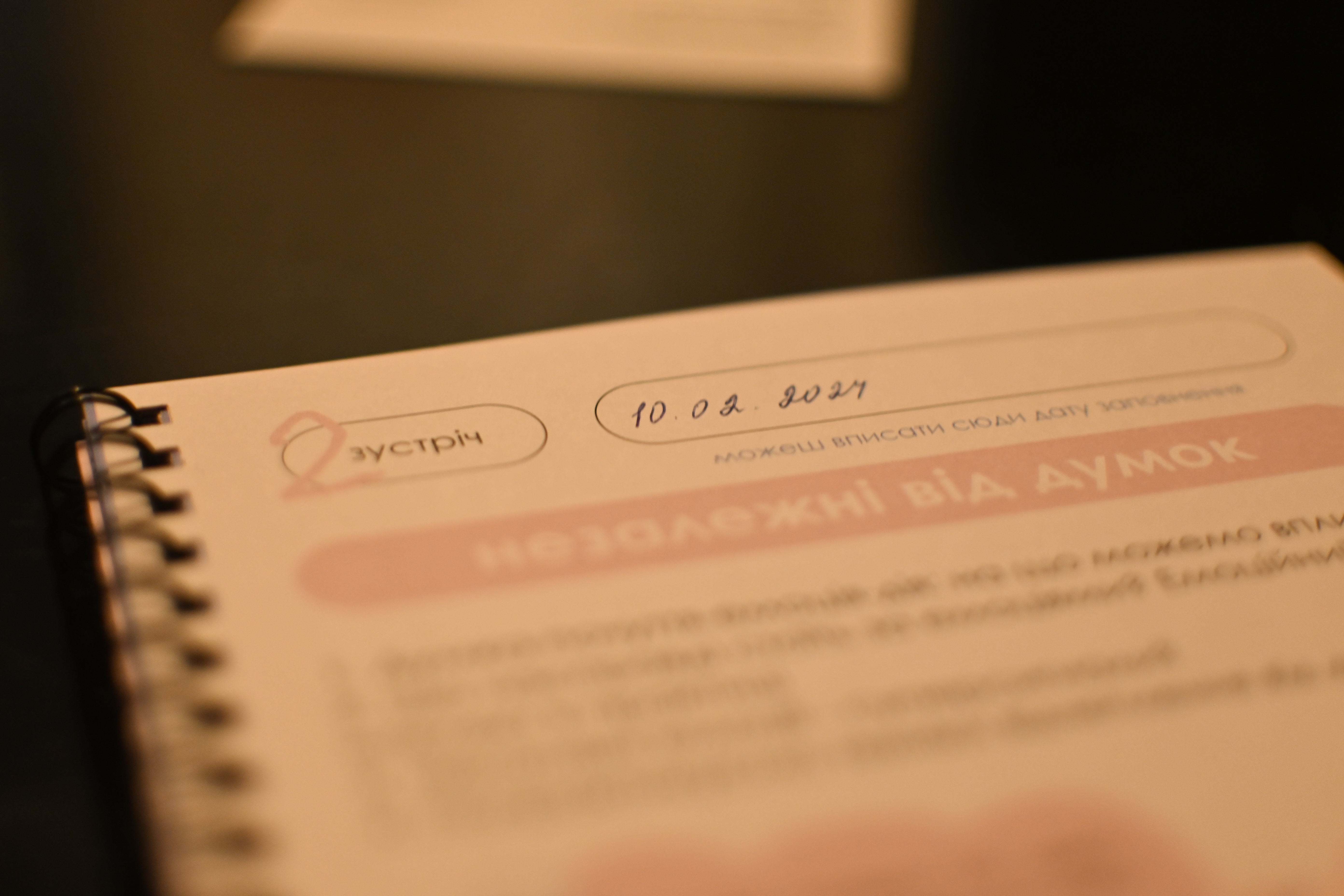
Книга роботи з емоційними станами

Психолог може виконувати такі види діяльності:
- діагностичну та корекційну;
- експертну та консультативну;
- навчально-виховну;
- науково-дослідну;
- культурно-освітню.

## Психологи за напрямком діяльності

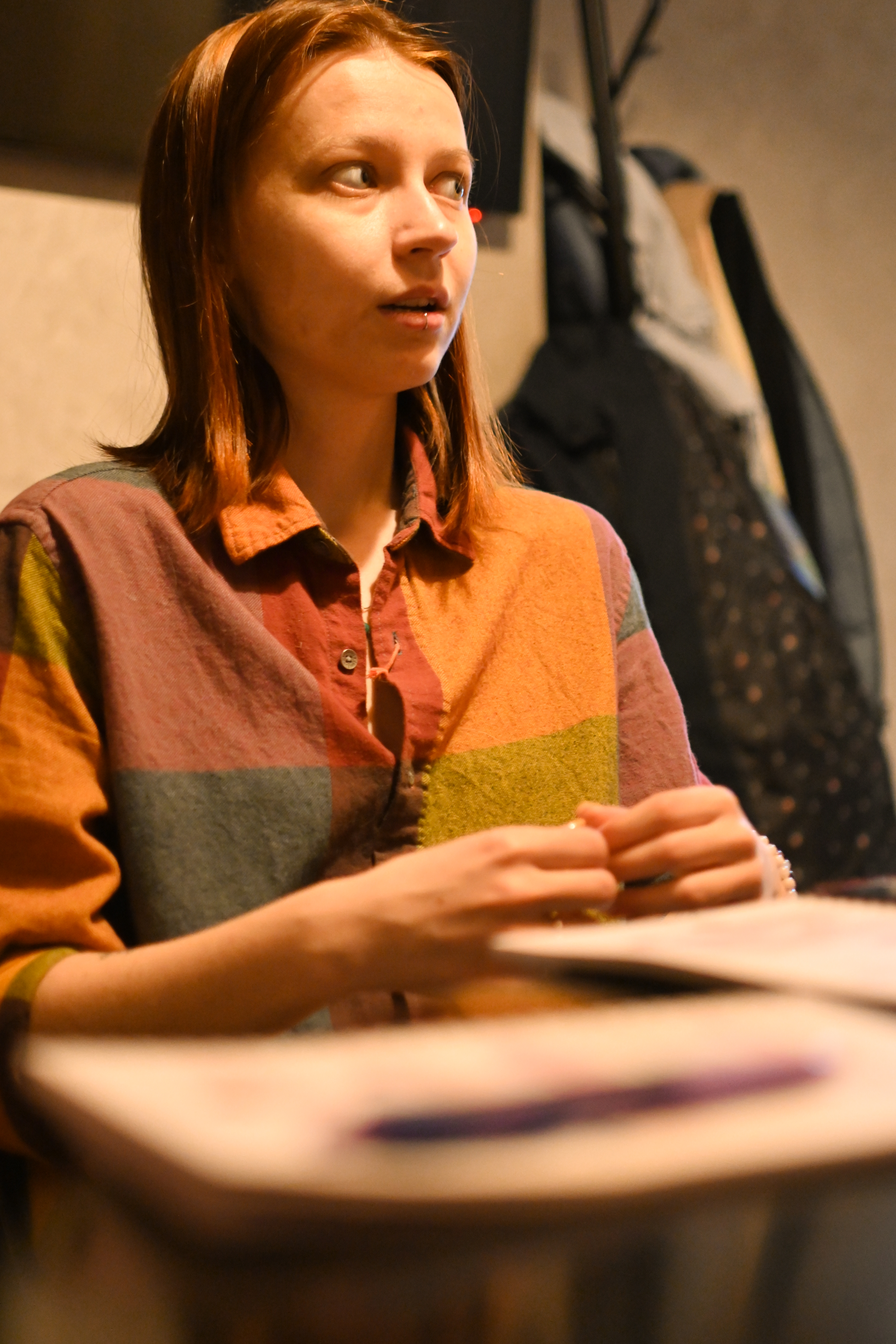
Просвітницька діяльність психолога

Існує умовний поділ психологів за напрямком діяльності:
- Психолог-теоретик/дослідник. Займається вивченням, дослідженням та виявленням закономірностей, психологічних механізмів, розробкою теорій.
- Психолог-практик. Займається застосуванням професійних знань, умінь та навичок на практиці. Психологи-практики, зазвичай, мають спеціалізацію відповідно до тієї сфери діяльності в якій вони практикують (наприклад, дитячий психолог, медичний психолог, спортивний психолог).
- Викладач психології. Зазвичай відносять до теоретиків, хоча має сенс виділити цей напрямок психологічної діяльності окремо. Тому що викладач, окрім викладацької діяльності, має можливості для науково-дослідної діяльності та практичної роботи (психологічне консультування, тренінги та практичні семінари), а також для вирішення завдань прикладного характеру (розробка та/або виконання психологічних продуктів на замовлення, в освітньому закладі або поза його межами).
- Медичний психолог. На відміну від звичайного психолога, він має медичну освіту, глибокі знання в галузі психічних розладів та право призначати певні групи фармацевтичних препаратів. Фактично ці фахівці виконують функції психотерапевтів[1].
- Клінічний психолог. Він теж допомагає людям з психіатричними невротичними розладами. Але не призначає ліків, бо не має медичної освіти. Тобто за функціями це вже не психолог, але ще й не повноцінний психотерапевт[1].

## Відмінність від психотерапевта
Головні відмінності психолога від психіатра та психотерапевта полягають у наступному:
- Психолог — не лікар, тобто не має спеціальної медичної освіти; відповідно не ставить медичних діагнозів, не лікує і не призначає лікарських препаратів (виключенням в Україні є лікар-психолог, який призначає лікарські препарати, однак не ставить медичних діагнозів)
- Психолог працює з психічно здоровими людьми (клієнтами, а не хворими), що мають якісь труднощі або потрапили в складну життєву ситуацію.
- Психолог – фахівець, який займається вивченням внутрішнього світу людини, психікою та її структурою, а також їх взаємозв'язком з оточенням.

Переважно, до психолога звертаються в таких випадках як:
- травматичні та стресові ситуації: смерть, розлучення, насильство, тяжке захворювання, вагітність, народження дитини, переїзд на нове місце проживання, перехід на нову роботу й інше;
- коли людина відчуває різні труднощі та проблеми в ситуаціях спілкування та взаємодії з іншими людьми (близькими, дітьми, колегами);
- коли є якісь тілесні симптоми або психосоматичні захворювання (наприклад, нейродерміт, вегетосудинна дистонія, синдром хронічної втоми та інші);
- коли людина відчуває, що «щось не так» з нею або з її оточенням і у неї є бажання поліпшити своє життя;
- а також будь-які інші причини, що вимагають підтримки або допомоги зовні.